# Flavius Belisarius
Latinosan: Flavius Belisarius, helyes átiratban: Belizár (505 – 565. március 13.) a bizánci történelem egyik leghíresebb hadvezére. I. Jusztinianosz uralkodása alatt főszerepet játszott a hajdani Nyugatrómai Birodalom jelentős területeinek visszafoglalásában.

## Pályája kezdete
Egyes verziók szerint Germaneben született, a mai Szapareva Banyában Bulgária délnyugati részén. Azonban ennél valószínűbb, hogy Bizáncban született, és görög felmenői voltak. Nagyon fiatalon római katona lett, I. Justinus bizánci császár testőrségében szolgált. I. Justinus halála után, 527-ben az új császár I. Justinianus a Birodalom keleti seregeinek vezérévé nevezte ki, hogy visszaverje a Szászánida Birodalom támadását. Ügyes és hatékony vezérnek bizonyult, mivel jobb taktikával 530 júniusában legyőzte a Szászánidák seregét a darai csata során, de később 531-ben a calinicói csata során a Szászánida Birodalom pürrhoszi győzelmet aratott az Eufrátesznél. E két összecsapás után a két birodalom tárgyalásba kezdett egymással és megkötötte a Pax Eternát, azaz Örök Békét, amelyben Bizánc nagy összegű éves adó fizetését vállalta egy időre. 532-ben Belisarius a legmagasabb rangú katonai vezető volt a birodalmi fővárosban, Konstantinápolyban, mikor kitört a Nika-felkelés a Hippodrom pártjai között. Beliarius Illíria magister militumának, Mundusnak a segítségével leverte a felkelést óriási vérfürdőt rendezve, mely során mintegy 30 ezer ember halt meg.

## Vandál háború
Érdemeinek elismeréseként I. Justinianus kinevezte Belisariust a vandálok elleni szárazföldi és tengeri expedíció élére 533-ban. Bizáncnak politikai, vallási és stratégiai érdekei voltak a vandálok elleni támadás megindítására: a bizáncbarát Hilderiket Gelimer megfosztotta trónjától, és megölte. Ez jó ürügyet nyújtott Bizáncnak a támadás elindítására. Emellett az ariánus vandálok szisztematikusan üldözték a többi keresztényt, akik közül sokan a Bizánci Birodalomban kerestek menedéket. Továbbá Justinianusnak gazdasági érdeke is fűződött az észak-afrikai vandál területek megszerzéséhez, hogy így biztosítsa a Földközi-tenger vandál flotta ellenőrzése alatt álló nyugati felében a kereskedelmi útvonalak járhatóságát.
533 nyarának végén Belisarius 18 ezer emberével partraszállt Leptis Magna városának közelében, ahonnan a part mentén haladt tovább Karthágó felé. Tíz mérföldre Karthágótól Gelimer és Belisarius erői végül az Ad Detiumi csata során csaptak össze 533. szeptember 13-án. A csata csaknem bizánci vereséggel zárult, Belisarius seregei megfutamodtak, azonban Gelimer az üldözésük helyett a csatában elesett testvére, Amatus eltemetésével foglalkozott. Ez időt adott Belisariusnak, hogy rendezze sorait. Ezután ellentámadásba ment át és legyőzte Gelimert, majd elfoglalta Karthágót. A tricameroni csatában aratott bizánci győzelmet követően 534 elején a Monte Papuán Gelimer megadta magát. Észak-Afrika régi római provinciái visszakerültek a Birodalomhoz. Érdemei elismeréseként Belisarius diadalmenetben térhetett haza Konstantinápolyba. Ez volt a Római Birodalom történetének utolsó diadalmenete. A diadalmenet során bemutatták a jeruzsálemi templom vandáloktól visszaszerzett kincseit. Medálokat verettek Belisarius tiszteletére "Gloria Romanorum" felirattal, melyekből napjainkra egy sem maradt meg. Belisariust konzullá is kinevezték, egyedüliként 534-ben. Az utolsók egyike volt, aki viselte ezt a címet, melynek ekkorra már csak szimbolikus jelentése volt.

## Osztrogót háború
A vandálok legyőzése után I. Justinianus készen állt arra, hogy visszaszerezze a Nyugatrómai Birodalom minden elvesztett területét. Ezt lehetővé tette a Pax Eterna is, mivel nem kellett kelet felől támadástól tartania, így minden erejét nyugat felé fordíthatta. 535-ben parancsot adott Belisariusnak az osztrogótok megtámadására. Belisarius gyorsan elfoglalta Szicíliát, majd átkelt Itáliába, ahol elfoglalta Nápolyt és 536-ban Rómát. A következő évben megvédte Rómát az osztrogót ellentámadással szemben, majd megindult észak felé, hogy elfoglalja Milánót. 540-ben elfoglalta az osztrogót fővárost, Ravennát is, ahol foglyul ejtette a gót királyt, Vitigist. Nem sokkal Ravenna bevétele előtt az osztrogótok felajánlották Belisariusnak a nyugatrómai császári címet. Belisarius úgy tett, mint aki elfogadja az ajánlatot, hogy veterán csapatai kíséretében beeresszék Ravennába. Mikor a gótok beengedték, elfogta Vitigist, és kihasználva a vezető nélkül maradt sereg zavarodottságát elfoglalta a várost. Végül I. Justinianus nevében kihirdette az osztrogót főváros elfoglalását.
Lehetséges, hogy az osztrogótok Belisariusnak tett ajánlata gyanakvást keltett Justinianusban. Tény az, hogy visszahívta Itáliából, és kinevezte a keleti seregek élére azzal a feladattal, hogy foglalja el Szíriát a perzsáktól, akik ismét ellenségeskedni kezdtek. Belisarius rövid és sikeres hadjáratot vitt végbe a perzsák ellen 541-542-ben. Győzelme eredményeként újabb fegyverszünet köttetett, a perzsák ötezer libra arany fejében megígérték, hogy öt évig nem támadnak bizánci területet. 544-ben Itáliába visszatérve Belisarius gyökeresen megváltozott helyzettel találta szemben magát. 541-ben az osztrogótok Totilát választották királlyá, akinek vezetése alatt sikeres hadjáratot folytattak a bizánciak ellen, visszahódítva egész Észak-Itáliát, sőt Rómát is. Belisarius hamar visszafoglalta Rómát, azonban hadjárata kudarcba fulladt, mivel Konstantinápolyból nem kapott elegendő támogatást. Ennek oka az lehetett, hogy I. Justinianus vetélytársat látott Belisariusban. Justinianus végül elvette tőle az itáliai hadjárat vezetését, és az eunuch Narsésre bízta azt, aki kellő császári támogatással megnyerte az osztrogót háborút. Belisarius visszavonult a katonai élettől.

## Utolsó háborúja és élete hátralévő része
Konstantinápolyba való visszavonulása után megkapta a keleti magister militum címet. 559-ben kénytelen volt visszatérni a katonai életbe, mivel egy szlávokból és bolgárokból álló sereg átlépte a Duna vonalát, ezzel először léptek bizánci területre, magát Konstantinápolyt is veszélyeztetve. Egyes források hunokat említenek, ám jóval valószínűbb, hogy a mai Oroszország területéről származó szlávokról van szó. Justinianus visszahívta Belisariust, és megbízta Konstantinápoly védelmével. Utolsó háborújában Belisarius sebtében felfegyverezte veteránokból álló seregét, majd visszaverte a bolgárokat, a Duna túlsó oldalára szorítva vissza őket.
562-ben Belisariust korrupció vádjával elítélték Konstantinápolyban. A vád hamisnak tűnik, modern kutatások feltételezik, hogy egyik ellensége, volt titkára, Cesareai Prokopiusz vádolta be őt. Belisariust bűnösnek találták és bebörtönözték, de nem sokkal ezután Justinianus megbocsátott neki, és visszaadta neki a korábban élvezett kegyeket. Belisarius és Justinianus néhány hét eltéréssel halt meg 565-ben. Kettejük közreműködésével a Bizánci Birodalom területe 45%-kal növekedett.

## Legenda a vak és koldus Belisariusról
Egy középkorban népszerű történet szerint Justinianus megvakíttatta és koldussá tette Belisariust, arra kötelezvén őt, hogy minden járókelőtől kérjen egy obulust (date obolum Belisario). Ezután megbocsátott neki. A modern tanulmányok szerint ez a történet a fantázia szüleménye, bár Philip Stanhope szerint, aki Life of Belisarius címmel életrajzot írt a nagy hadvezérről, a történet igaz. Stanhope Belisarius kortársainak írásai alapján alá is támasztotta e véleményét.
Bár a történet valóságalapja erősen kétséges, Jean-Francois Marmontel 1767-ben írt regénye után a 18. századi festők egyik kedvenc témájává vált. E festők párhuzamot vontak Justinianus és a kortárs uralkodók zsarnoksága között. Marmontel művét Louis Legrand cenzúrázta. Marmontel, a festők és szobrászok (Jean-Baptiste Stouf mellszobra Belisariusról a Paul Getty múzeumban látható)
Belisariust egyfajta szentként ábrázolták, nem vallási értelemben, hanem, mint aki a szegényekkel és rászorulókkal osztozik szenvedéseikben. A leghíresebb ilyen mű Jacques-Louis David festménye.

## További művek Belisariusról
Regényes életrajzát Robert Graves írta meg „Count Belisarius” c. regényében (1938). Ő szintén a megvakítás változatát illesztette a történet végére. A regényt magyarul „A vitéz Belizár” címmel adták ki (fordította Pálóczi Horváth György).

## Fordítás
- Ez a szócikk részben vagy egészben  a   Belisario című spanyol Wikipédia-szócikk fordításán alapul.  Az eredeti cikk szerkesztőit annak laptörténete sorolja fel. Ez a jelzés csupán a megfogalmazás eredetét és a szerzői jogokat jelzi, nem szolgál a cikkben szereplő információk forrásmegjelöléseként.

| Elődei: I. Justinianus és Flavius Decius Paulinus | Consul 535–537 collega: Flavius Decius Paulinus | Utódai: Flavius Iohannes Orientalis és Flavius Decius Paulinus |